# NGC 4506
NGC 4506 este o galaxie spirală situată în constelația Părul Berenicei. A fost descoperită în 14 ianuarie 1787 de către William Herschel. Se află la o distanță de 17 megaparseci de Pământ.